# Chris Minh Doky
Chris Minh Doky (* 7. února 1969 Kodaň) je dánský jazzový hudebník. Hraje na kontrabas a basovou kytaru. Jeho matka je Dánka a otec Vietnamec.
Je absolventem Královské dánské hudební akademie v Kodani. Byl členem rozhlasového orchestru DR Big Band. Od roku 1989 žije v New Yorku a vystupoval s mnoha světovými hudebníky (Trilok Gurtu, David Sandman, Mike Stern). Produkoval album Randyho Breckera The Jazz Ballad Song Book. Založil skupinu Electric Nomads, která spojuje jazz a funky.
V roce 2010 převzal Řád Dannebrog.
Jeho manželka Tanja Doky byla dvorní dámou dánské princezny Mary Elizabeth Donaldson. Starší bratr Niels Lan Doky je klavíristou a skladatelem.

## Discografie
- Appreciation
- The Sequel
- Letters
- The Toronto Concert
- Paris by Night
- Live in Marciac
- Blue Eyes
- Minh
- Listen Up!
- Cinematique
- The Nomad Diaries
- Scenes from a Dream
- New Nordic Jazz
- Transparency